# Lemeschiwka (Boryspil)
Lemeschiwka (ukrainisch Лемешівка; russisch Лемешовка Lemeschowka) ist ein Dorf im Osten der ukrainischen Oblast Kiew mit etwa 1050 Einwohnern (2001).
Das erstmals 1640 schriftlich erwähnte Dorf wurde 1845 von Taras Schewtschenko besucht. 1971 hatte das Dorf 1604 Einwohner.
Im Dorf befindet sich ein 7,0 Hektar großer Park, der als Denkmal für Garten- und Parkkunst unter Schutz steht.

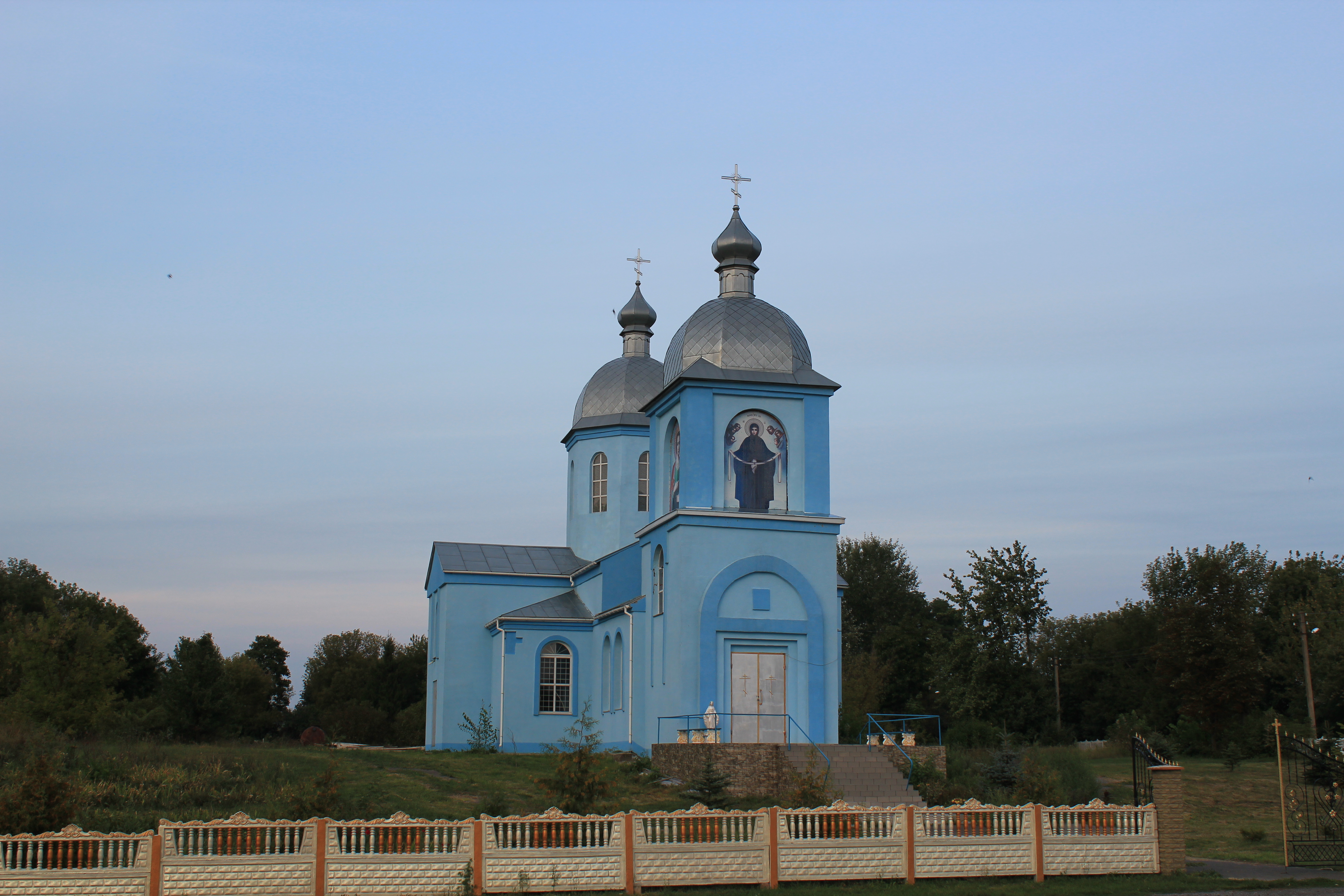
Kirche in Lemeschiwka

## Gemeinde
Am 12. Juni 2020 wurde dad Dorf ein Teil der neugegründeten Stadtgemeinde Jahotyn, bis dahin bildete es zusammen mit den Dörfern Henseriwka (Гензерівка) und Lukomschtschyna (Лукомщина, östlichste Siedlung der Oblast Kiew an der Grenze zur Oblast Tschernihiw) die gleichnamige Landratsgemeinde Lemeschiwka (Лемешівська сільська рада/Lemeschiwska silska rada) im Nordosten des Rajons Jahotyn.
Am 17. Juli 2020 kam es im Zuge einer großen Rajonsreform zum Anschluss des Rajonsgebietes an den Rajon Boryspil.

## Geografische Lage
Die Ortschaft liegt auf einer Höhe von 123 m am Ufer der Hnyla Orschyzja (Гнила Оржиця), einem 98 km langen, linken Nebenfluss des Sula-Zuflusses Orschyzja.
Lemeschiwka befindet sich nahe der Grenze zur Oblast Poltawa, 28 km östlich vom Rajonzentrum Jahotyn und 130 km östlich vom Oblastzentrum Kiew.

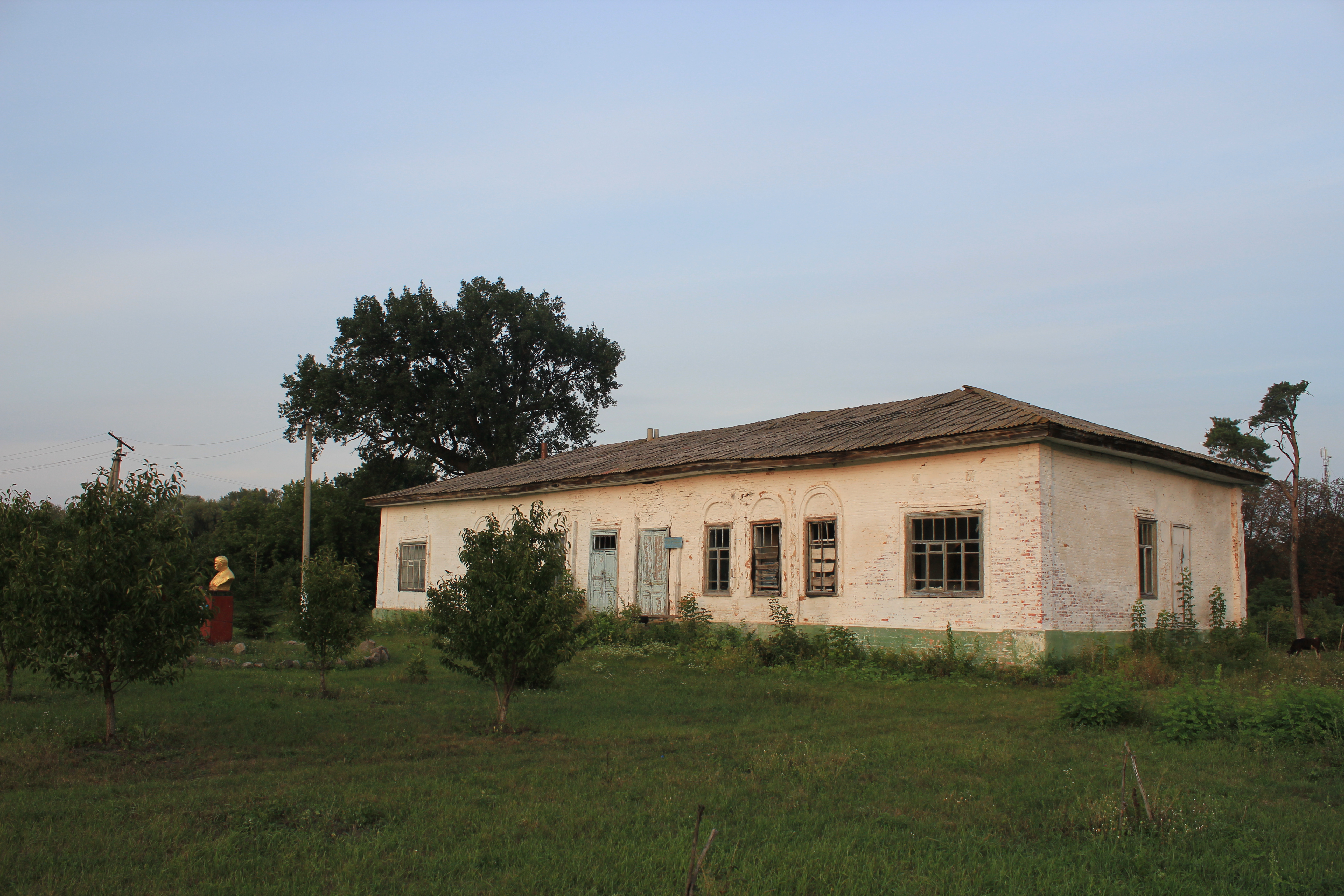
Denkmalgeschütztes Sakrewskyj-Herrenhaus
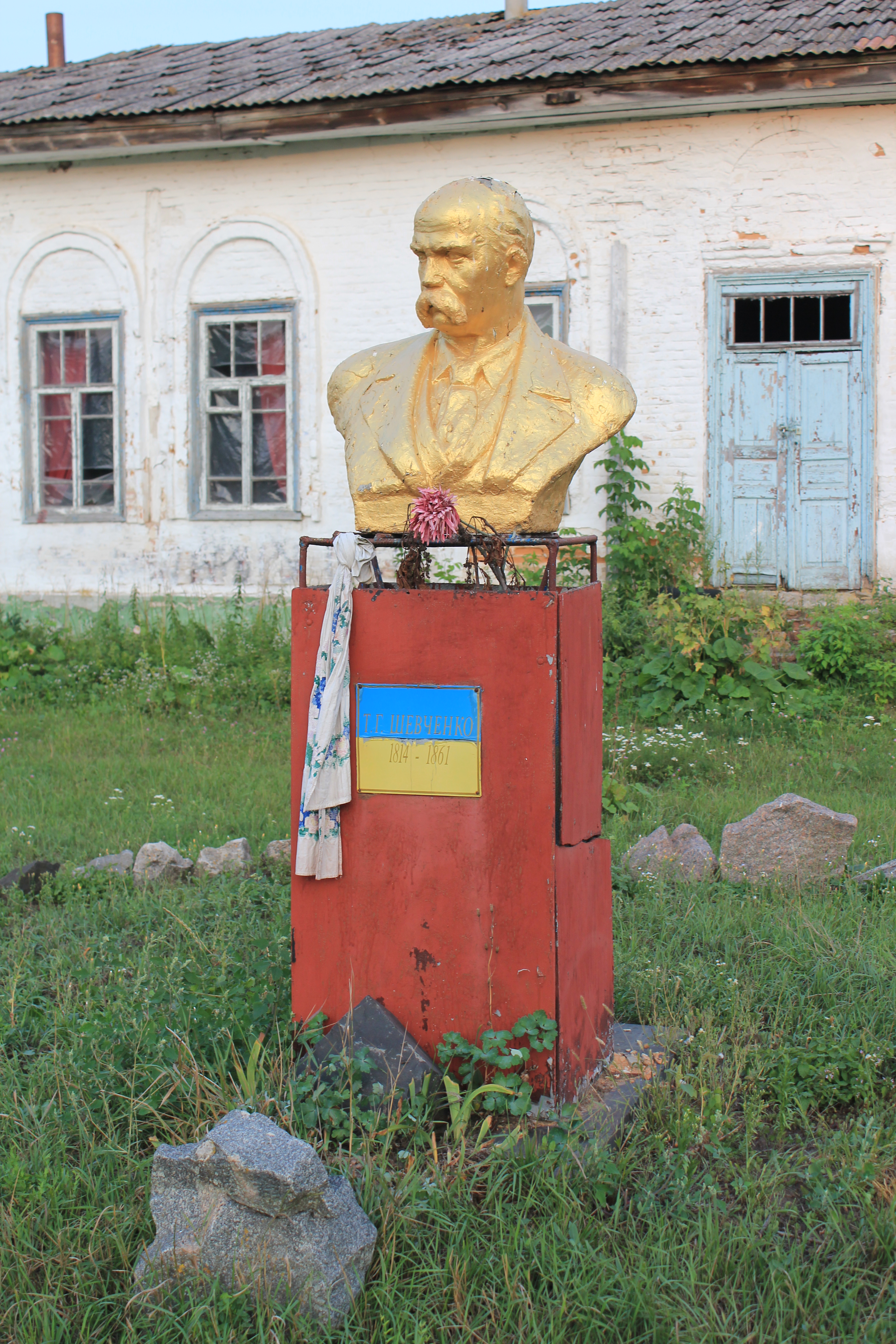
Schewtschenko-Büste vor dem Sakrewskyj-Herrenhaus
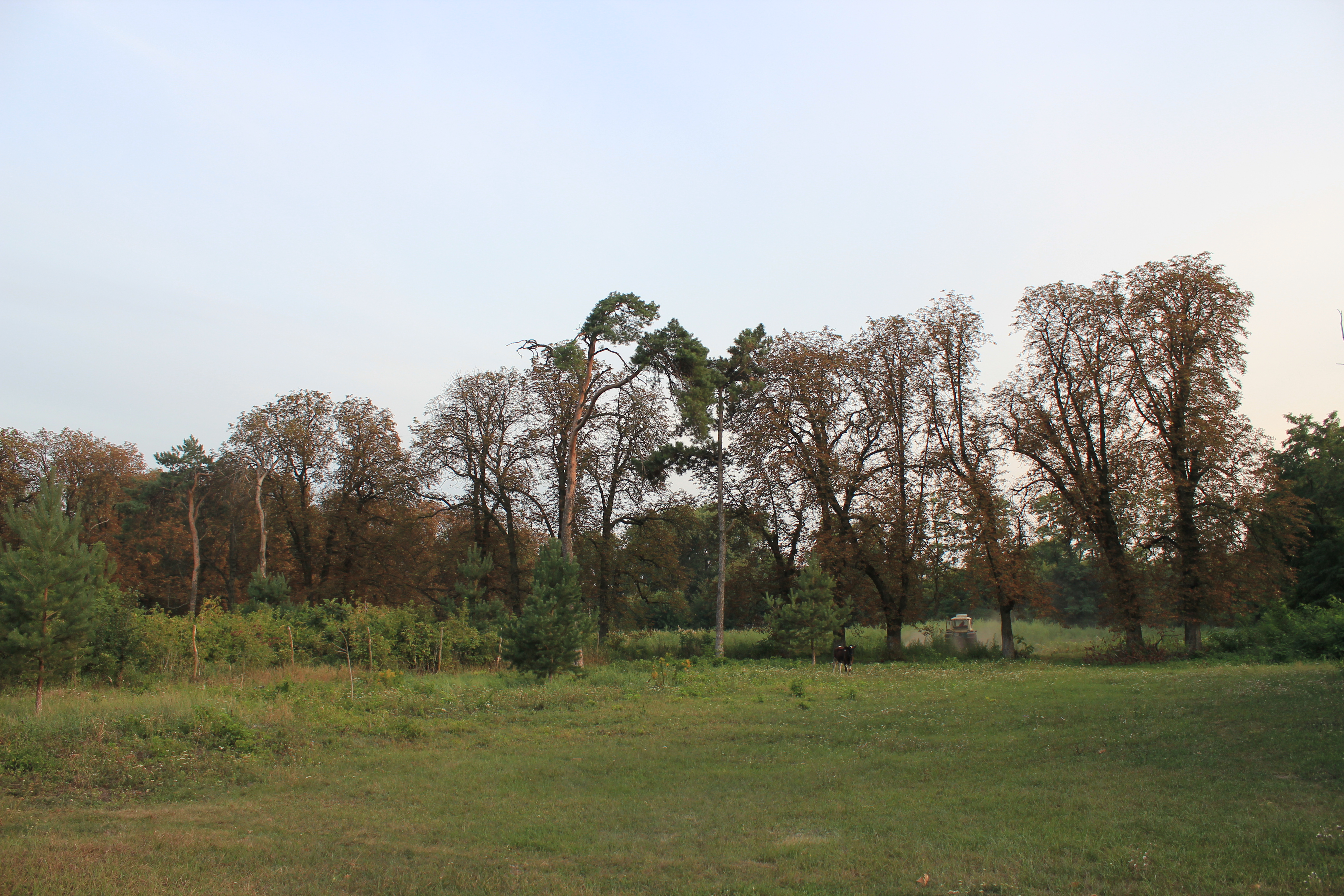
Parkdenkmal für Garten- und Parkkunst in Lemeschiwka